# Mikałaj Dunicz
Mikałaj Uładzimirawicz Dunicz (biał. Мікалай Уладзіміравіч Дуніч, ros. Николай Владимирович Дунич, Nikołaj Władimirowicz Dunicz; ur. 7 maja 1950 w Duniczach) – białoruski ekonomista i polityk, deputowany do Rady Najwyższej Republiki Białorusi XIII kadencji, w latach 1996–2004 deputowany do Izby Reprezentantów Zgromadzenia Narodowego Republiki Białorusi I kadencji.

## Życiorys

### Młodość i praca
Urodził się 7 maja 1950 roku we wsi Dunicze w rejonie juraciszkowskim obwodu mołodeczańskiego Białoruskiej SRR, ZSRR. W 1981 roku ukończył Białoruski Państwowy Instytut Gospodarki Narodowej im. W. Kujbyszewa, uzyskując wykształcenie ekonomisty, w 1997 roku – Akademię Zarządzania przy Prezydencie Republiki Białorusi ze specjalnością „zarządzanie państwowe”. Pracował jako zastępca głównego księgowego w kołchozach „Leninowska Droga”, im. Dzierżyńskiego, „Siedmiolatka” w rejonie iwiejskim, główny księgowy kołchozu „Październik”. Odbył służbę wojskową w szeregach Sił Zbrojnych ZSRR. W latach 1977–1985 był głównym księgowym w kołchozie im. XXII Zjazdu Partii. W latach 1985–1986 pełnił funkcję zastępcy przewodniczącego kołchozu im. K. Zasłonowa. W latach 1986–1995 pracował jako przewodniczący agrofirmy-kołchozu „Traby” w rejonie iwiejskim. W latach 1991–1995 był deputowanym do Iwiejskiej Rejonowej Rady Deputowanych i do Grodzieńskiej Obwodowej Rady Deputowanych. Od 1995 roku pełnił funkcję przewodniczącego Iwiejskiego Rejonowego Komitetu Wykonawczego.

### Działalność parlamentarna
W drugiej turze wyborów parlamentarnych 28 maja 1995 roku został wybrany na deputowanego do Rady Najwyższej Republiki Białorusi XIII kadencji z iwiejskiego okręgu wyborczego nr 131. 9 stycznia 1996 roku został zaprzysiężony na deputowanego. Od 23 stycznia pełnił w Radzie Najwyższej funkcję członka Stałej Komisji ds. Ekologii i Eksploatacji Przyrody (według innego źródła – Katastrofy w Czarnobylu, Ekologii i Eksploatacji Przyrody). Był bezpartyjny, należał do popierającej prezydenta Alaksandra Łukaszenkę frakcji „Zgoda”. Od 3 czerwca był członkiem grupy roboczej Rady Najwyższej ds. współpracy z parlamentem Republiki Litewskiej. Poparł dokonaną przez prezydenta kontrowersyjną i częściowo nieuznaną międzynarodowo zmianę konstytucji. 27 listopada 1996 roku przestał uczestniczyć w pracach Rady Najwyższej i wszedł w skład utworzonej przez prezydenta Izby Reprezentantów Zgromadzenia Narodowego Republiki Białorusi I kadencji. Zgodnie z Konstytucją Białorusi z 1994 roku jego mandat deputowanego do Rady Najwyższej zakończył się 9 stycznia 2001 roku; kolejne wybory do tego organu jednak nigdy się nie odbyły.
21 listopada 2000 roku został deputowanym do Izby Reprezentantów II kadencji z Iwiejskiego Okręgu Wyborczego Nr 55. Pełnił w niej funkcję członka Stałej Komisji ds. Pracy, Ochrony Socjalnej, Weteranów i Inwalidów. Wchodził w skład grupy deputackiej „Przyjeciele Bułgarii”. Jego kadencja w Izbie Reprezentantów zakończyła się 16 listopada 2004 roku.

## Odznaczenia
- Gramota Pochwalna Prezydium Rady Najwyższej Republiki Białorusi[3];
- Gramota Pochwalna Zgromadzenia Narodowego Republiki Białorusi;
- Brązowy Medal Wystawy Osiągnięć Gospodarki Narodowej ZSRR[2].

## Życie prywatne
Mikałaj Dunicz jest żonaty, ma dwie córki. W 1995 roku mieszkał we wsi Traby w rejonie iwiejskim.